# Flugunfall einer Convair CV-440 der Dodita Air Cargo
Der Flugunfall einer Convair CV-440 der Dodita Air Cargo ereignete sich am 12. Juli 2004 auf einem Frachtflug der Dodita Air Cargo von San Juan nach Sint Maarten. Nachdem die Maschine aufgrund eines Triebwerksbrandes und -abrisses im Karibischen Meer notgewassert werden musste, brach sie beim Aufsetzen auf der Wasseroberfläche auseinander. Der Erste Offizier wurde schwer verletzt, der Körper des Flugkapitäns konnte nach dem Unfall nicht gefunden werden. 

## Maschine
Bei der betroffenen Maschine handelte es sich um eine 1956 gebaute Convair CV-440 mit der Werknummer 391. Die Maschine wurde am 22. Januar 1957 an die Delta Air Lines ausgeliefert, bei der sie das Luftfahrzeugkennzeichen N4826C und die Flottennummer 426 erhielt. Die Maschine blieb bis zum 1. April 1970 im Betrieb bei Delta und wurde anschließend, im Jahr 1970, von dem Unternehmen Ransome Aircraft Sales & Brokerage aufgekauft. Zu einem späteren Zeitpunkt übernahm Mid America Corp. die Maschine. Ab dem 15. Juli 1972 war die Maschine auf die Florida Aircraft Leasing Corp. aus Fort Lauderdale, Florida zugelassen. Am 23. Oktober 1997 wurde die Maschine schließlich auf die Dodita Air Cargo aus San Juan, Puerto Rico zugelassen. Das zweimotorige Mittelstreckenflugzeug war mit zwei Sternmotoren des Typs Pratt & Whitney R-2800 Double Wasp ausgerüstet. Bis zum Zeitpunkt des Unfalls hatte die Maschine eine Gesamtbetriebsleistung von 45.750 Betriebsstunden absolviert.

## Insassen und Fracht
Da es sich um einen Frachtflug handelte, befanden sich lediglich zwei Besatzungsmitglieder – ein Flugkapitän und ein Erster Offizier – an Bord. Der 81-jährige Flugkapitän saß im linken Pilotensitz. Er verfügte über 27.200 Stunden Flugerfahrung, von denen 924 Stunden auf die Convair CV-440 entfielen. Der 25-jährige Erste Offizier hatte im rechten Pilotensitz Platz genommen. Er konnte lediglich eine Flugerfahrung von 256 Stunden vorweisen.
Die Fracht bestand aus einer Ladung verderblicher Lebensmittel.

## Unfallhergang
Die Maschine startete am frühen Morgen in San Juan zu einem Sichtflug nach Sint Maarten. Nachdem sie die Reiseflughöhe von 5.500 Fuß über dem Meeresspiegel erreicht hatten, bemerkten die Piloten, dass die Temperatur des rechten Motorzylinderkopfs und die Öltemperatur etwa 10 Grad über dem Normalwert lagen. Kurz darauf bemerkten beide Piloten einen starken Abfall des 
Mitteldrucks des rechten Triebwerks, gefolgt von Vibrationen im Triebwerk. Im Bereich der vorderen unteren Zylinder brach ein Feuer aus. Der Kapitän brachte den rechten Propeller in die Segelstellung, zog den Notabstellgriff und aktivierte die Haupt- und Reserveflaschen der Triebwerklöschanlage. Das Feuer hatte sich jedoch auf die gesamte Vorderseite der Motorzylinder ausgeweitet. Das brennende Triebwerk riss bedingt durch die strukturelle Schwächung von der Tragfläche der Maschine ab und stürzte ins Meer. Die Besatzung bereitete sich daraufhin auf eine Notwasserung vor. Der Erste Offizier reichte dem Flugkapitän eine Schwimmweste und zog dann seine an. Der Flugkapitän legte seine Schwimmweste zur Seite und legte sie nicht an. Während des Sinkflugs öffnete der Erste Offizier sein Seitenfenster, der Flugkapitän jedoch nicht. In 300 Fuß Höhe und immer noch auf westlichem Kurs bemerkte der Erste Offizier, dass die angezeigte Fluggeschwindigkeit etwa 135 bis 140 Knoten betrug und die Vorderkante der rechten Tragfläche in Flammen stand und zu schmelzen begann. Nach dem Aufprall auf die Wasseroberfläche kam auch die Cockpitsektion mit dem Wasser in Berührung und versank kurzzeitig. Das Cockpit tauchte einmal auf und das Wasser stand über den Schultern beider Piloten. Eine der Tragflächen und das Cockpit rissen ab und das Flugzeug sank in 1.000 Fuß tiefes Wasser. Der Erste Offizier wurde von einem Hubschrauber der Küstenwache gerettet. Der Kapitän wurde als vermisst gemeldet, sein Leichnam wurde trotz intensiver Suche nicht gefunden.

## Ursache
Das Wrack der Maschine wurde nie gehoben. Als Unfallursache wurde der Brand im Bereich des rechten Triebwerks festgestellt, dessen Ursache unbekannt blieb.
Es konnte ferner nicht geklärt werden, weshalb der Flugkapitän weder sein Fenster öffnen, noch seine Schwimmweste anlegen wollte und daher mit der Maschine versank.